# 呼玛镇
呼玛镇（穆麟德轉寫：hûmar hoton，鄂伦春名；达斡尔语：《达汉对照词典》记音符号）是中华人民共和国黑龙江省大兴安岭地区呼玛县下辖的一个镇。

## 行政区划
呼玛镇下辖以下村级行政区划单位：
正棋社区、长虹社区、圆西社区、第一村、第二村、第三村、红边村、荣边村、红卫村、西山口村、河南村、湖通镇村和红星村。